# DDR4 SDRAM
DDR4 SDRAM, Double Data Rate (Four) Synchronous Dynamic Random Access Memory, är en Random Access Memory standard som används som arbetsminne i stationära- och bärbara datorer samt annan datoriserad utrustning.

Grafisk jämförelse av olika standarder

DDR4 blev tillgängligt på marknaden år 2014 och ersätter den äldre standarden DDR3.

## Översikt
De fyra största förbättringarna för DDR4 SDRAM, jämfört med tidigare standarder, är lägre driftsspänning, är mer strömsnål, har ökad frekvens och förbättrad chipdensitet.
Tidigare standarden DDR3 arbetar vanligtvis på 1.5V. DDR4 arbetar på 1.2V vilket gör den senare mer strömeffektiv. Den lägre driftspänningen gör det möjligt för DDR4 att dra mindre ström och därmed kan arbeta svalare än DDR3 vid överklockningar eller höga spänningar.

## Specifikation av standard

### Chip och moduler
| Standardnamn | Minnesklocka | I/O Bus klocka | Dataöverföringar per sekund | Modulnamn | Max överföringshastighet |
| DDR4-1600    | 200 MHz      | 800 MHz        | 1600 miljoner               | PC4-12800 | 12800 MB/s               |
| DDR4-1866    | 233⅓ MHz     | 933⅓ MHz       | 1866⅔ miljoner              | PC4-14900 | 14933⅓ MB/s              |
| DDR4-2133    | 266⅔ MHz     | 1066⅔ MHz      | 2133⅓ miljoner              | PC4-17000 | 17066⅔ MB/s              |
| DDR4-2400    | 300 MHz      | 1200 MHz       | 2400 miljoner               | PC4-19200 | 19200 MB/s               |
| DDR4-2666    | 333⅓ MHz     | 1333⅓ MHz      | 2666⅔ miljoner              | PC4-21333 | 21333⅓ MB/s              |
| DDR4-2933    | 366⅔ MHz     | 1466⅔ MHz      | 2933⅓ miljoner              | PC4-23466 | 23466⅔ MB/s              |
| DDR4-3200    | 400 MHz      | 1600 MHz       | 3200 miljoner               | PC4-25600 | 25600 MB/s               |